# Aeroportul Milford Sound
Aeroportul Milford Sound (IATA: MFN, ICAO: NZMF) este un aeroport din Murihiku⁠(d), Murihiku⁠(d), Noua Zeelandă ce deservește zona Milford Sound / Piopiotahi⁠(d).
Situat la o altitudine de 3 m, aeroportul dispune de o singură pistă. Este operat de Te Manatū Waka⁠(d).